# Oxalis pickeringii
Oxalis pickeringii är en harsyreväxtart som beskrevs av Asa Gray. Oxalis pickeringii ingår i släktet oxalisar, och familjen harsyreväxter. Inga underarter finns listade i Catalogue of Life.